# Janus (měsíc)

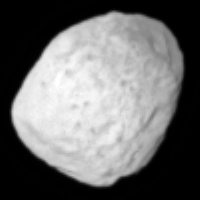
Janus na snímku sondy Cassini.

Janus (též Saturn X) je měsíc planety Saturn. Od Saturnu je vzdálen 151 472 kilometrů. Rozměry měsíce jsou 98×96×75 kilometrů. Hmotnost měsíce je 2,01×1018 kilogramů. Objeven byl roku 1966 a objevitelem se stal Audouin Dollfus. Byl pojmenován po římském bohu Janusovi.

## Oběžná dráha
Doba jednoho oběhu kolem planety měsíci trvá 0,6945 dne. Doba rotace je stejná jako doba oběhu (0,6945 dne). Janus obíhá kolem Saturnu po téměř identické oběžné dráze jako Epimetheus. Jejich dráhy dělí pouhých 50 km. Jednou za čtyři roky se k sobě natolik přiblíží, že se vnitřní měsíc díky vzájemné přitažlivosti urychlí a putuje na vyšší oběžnou dráhu, vnější měsíc se naopak zpomalí a putuje na nižší oběžnou dráhu.